# Teddy Hart
Edward Ellsworth Annis (Calgary, 2 febbraio 1980) è un wrestler canadese.
Noto con lo pseudonimo Teddy Hart, è un cosiddetto "wrestler di terza generazione": suo nonno era Stu Hart, suoi zii Bret Hart, Owen Hart e Davey Boy Smith. Teddy, che gode di una pessima reputazione nel mondo del wrestling per via del suo modo di fare e delle sue intemperanze, divenne famoso quando diventò il più giovane wrestler a firmare un contratto con la World Wrestling Entertainment. Gestisce una scuola di wrestling a Calgary. Attualmente lotta nella Asistencia Asesoría y Administración.

## Carriera

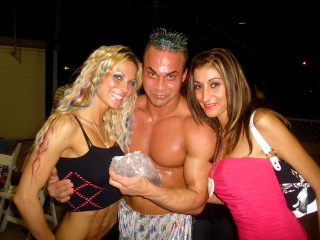
Hart nel 2007

Debuttò nel 1995 e ben presto iniziò a lavorare nella Stampede Wrestling assieme a suo fratello Matthew, suo cugino Harry Smith, T. J. Wilson e Jack Evans. Nel 1998 firmò un contratto con la WWE, ma l'avventura nella federazione di Stamford durò poco, poiché venne svincolato per problemi comportamentali. Iniziò a combattere regolarmente nel circuito indipendente statunitense, partecipando a spettacoli della Ring Of Honor (ROH), della Total Nonstop Action Wrestling (TNA), della Combat Zone Wrestling (CZW), della Jersey All Pro Wrestling (JAPW) e della Wrestling Society X (WSX).
Tornò nella WWE, nel 2007, e venne mandato nuovamente in una federazione di sviluppo. Divenne parte della Next Generation Hart Foundation assieme a Nattie Neidhart e Harry Smith. L'11 ottobre 2007 Hart e la WWE giunsero ad un accordo che portò alla fine del rapporto di lavoro.
All'inizio di settembre del 2010 ha cominciato a seguire un percorso di riabilitazione per risolvere i suoi problemi con le droghe e l'alcol, grazie all'aiuto di suo zio Bret Hart.
Nello stesso anno debutta nella federazione messicana Asistencia Asesoría y Administración e forma la Hart Foundation 2.0 assieme a Jack Evans, entrando a far parte della ex Legión Extranjera capitanata da Konnan. Hart e Evans si sono separati quando quest'ultimo è entrato a far parte dell'Ejército AAA di Joaquín Roldán. Poco tempo dopo Hart completa la sua formazione da wrestler in Canada ed entra a far parte della stable Los Perros del Mal.

## Vita privata
Teddy ha un figlio con la sua ex-ragazza Kim, chiamato Bradley. Nel febbraio 2020 è stato arrestato con l'accusa di possesso e spaccio di droga. Il 4 marzo 2020 viene nuovamente arrestato in Virginia, questa volta per avere violato gli arresti domiciliari.
Il 26 marzo 2020 viene arrestato in Virginia per la terza volta con l'accusa di aver aggredito la propria fidanzata, la wrestler Maria Manic, a casa di un altro collega, Ace Montana. Montana dichiarò di essere stato costretto a minacciare Annis con una pistola per impedirgli di picchiare la Manic. Annis rimase in carcere a Richmond City fino al processo del 22 aprile.
Il 23 ottobre 2020, Annis viene arrestato in Texas e accusato di aggressione a un disabile, resistenza all'arresto e possesso di sostanze stupefacenti.

## Personaggio
Mosse finali
- The Hart Attack (Shooting Star Press)
- Hart Destroyer (Double Underhook Flip Piledriver)
- Open Hart Surgery (Shooting Star Leg Drop)
- Diving Headbutt
- Hart Attack 2.0 (Shooting Star Elbow Drop)
- Hart Rate (Belly To Back Suplex flipped into a Sitout Powerbomb)
- Stu Hart Special (Gory Special Flipped Forward into a Sitout Powerbomb)

## Titoli e riconoscimenti
- Atomic Championship Wrestling
  - ACW Heavyweight Championship (2)[5]
- Ballpark Brawl
  - Natural Heavyweight Championship (1)[6][7]
  - Natural Heavyweight Championship Tournament (2004)[8]
- Can-Am Wrestling Federation
  - Can-Am Mid-Heavyweight Championship (1)
  - Can-Am Tag Team Championships (1) - con Mike McFly
- Jersey All Pro Wrestling
  - JAPW Heavyweight Championship (1)[9]
  - JAPW Light Heavyweight Championship (1)
  - JAPW Tag Team Championship (2) –  con Jack Evans (1) e Homicide (1)[10]
- Juggalo Championship Wrestling
  - JCW Heavyweight Championship (1)[11]
- Major League Wrestling
  - MLW World Middleweight Championship (1)[12]
  - MLW World Tag Team Championship (1)[13] – con Brian Pillman Jr. e Davey Boy Smith Jr.
  - MLW Wrestler of the Year (2018)[14]
- National Wrestling Alliance
  - NWA North American Tag Team Championship (1) – con Big Daddy Yum Yum[15]
- Power Wrestling Alliance
  - PWA Cruiserweight Championship (1)[16]
- Pro Wrestling Illustrated
  - 197º nella lista dei top 500 wrestler singoli nei PWI 500 del 2009[17]
- Real Canadian Wrestling
  - RCW Tag Team Championship (2) – con Pete Wilson (1) e Kato (1)[18]
- Stampede Wrestling
  - Stampede International Tag Team Championship (1) – con Bruce Hart
- Omega Pro Wrestling
  - OPW Top Crown Championship (1 time)[19]
  - OPW Top Crown Championship Tournament (2007)[20]
- Canadian Wrestling Hall of Fame
  - Individualmente[21]
  - Come membro della Famiglia Hart